# Byfleet

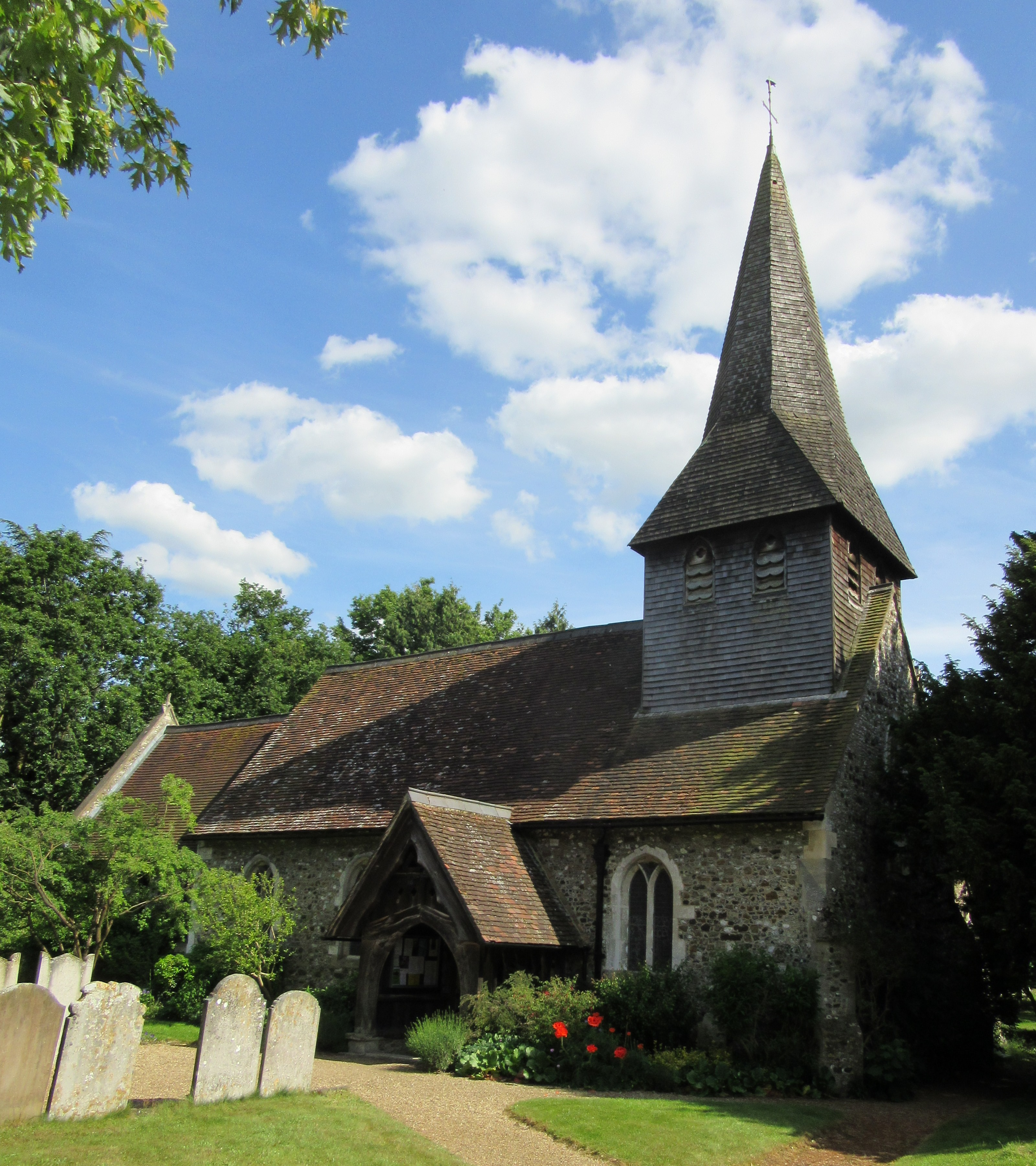
Kirche von Byfleet

Byfleet ist ein Vorort von Woking in der Grafschaft (county) Surrey in England und hat – zusammen mit dem neueren Ortsteil West Byfleet – ca. 11.000 Einwohner.

## Geographie
Der Ort liegt im Osten des Borough Woking am Motorway M25 zwischen den Flüssen Wey und Mole. Der Basingstoke-Kanal mündet hier in den Wey. Mit der Byfleet and New Haw railway station hat der Ort Eisenbahnanschluss über Woking zum etwa 40 km entfernten Bahnhof Waterloo in London.

## Wirtschaft
Der Vickers-Konzern hatte bereits vor dem Ersten Weltkrieg eine Flugzeugfabrik in Byfleet; diese wurde jedoch durch Luftangriffe im Zweiten Weltkrieg zerstört. Die ortsansässige Hawker-Flugzeugfabrik wurde ebenfalls in Mitleidenschaft gezogen.

## Geschichte
Der Ort wird unter dem Namen Biflet bereits im Domesday Book (1086) erwähnt. Die kleine St Mary the Virgin's Church stammt aus dem 15. Jahrhundert. Ab dem Jahr 1894 gehörte Byfleet als selbständige Gemeinde (Civil Parish) zum Chertsey Rural District. Nach der Eingliederung in den Urban District von Woking im Jahre 1933 wurde der Gemeinderat (Parish Council) abgeschafft. Seit 1989 besitzt der Ort wieder den Status einer Gemeinde und hat einen Gemeinderat.